# Хлоя (фильм, 2009)
«Хло́я» (англ. Chloe) — психологическая драма канадского режиссёра Атома Эгояна, вышедшая на экраны в 2010 году. Ремейк французского фильма «Натали», снятого Анн Фонтен в 2003 году. 

## Сюжет
Фильм начинается со сцены переодевания Хлои. За кадром она рассказывает о своей работе: она — девушка по вызову.
Кэтрин — гинеколог, а её муж Дэвид — профессор колледжа. Однажды Дэвид опаздывает на самолёт и пропускает семейное торжество, посвящённое его дню рождения. Увидев в мобильном телефоне Дэвида фотографию с ним в обнимку со студенткой, Кэтрин начинает подозревать мужа в измене.
После работы Кэтрин заходит в бар отеля, в котором Хлоя ожидает клиентов. Кэтрин предлагает девушке нанять её для проверки мужа на верность. Во время встречи следующим вечером Хлоя рассказывает Кэтрин о том, что Дэвид попросил у неё разрешения поцеловать её, и она согласилась. Возмущённая Кэтрин говорит Хлое, что это было не то, чего она хотела. Тем не менее, она настаивает на том, чтобы Хлоя снова встретилась с Дэвидом. В течение нескольких следующих ночей женщины встречаются несколько раз, и Хлоя описывает во всех подробностях свои встречи с Дэвидом, от чего Кэтрин приходит в возбуждение. Понимая, что Кэтрин хочет ее, Хлоя соблазняет Кэтрин, раздевает ее и доминирует над ней, занимаясь с ней сексом. После этого Кэтрин приходит домой позже чем обычно, из-за чего Дэвид спрашивает её, изменяла ли она. Кэтрин говорит ему, что она думает, что он тоже был неверен, и они спорят, останавливаясь после того, как их прервал Майкл. Дома Дэвид и Кэтрин ссорятся: каждый из них подозревает другого в неверности.
На следующий день две женщины встречаются, и Кэтрин прекращает их отношения. В ту же ночь Кэтрин и Дэвид идут в кофейню, где Кэтрин требует от мужа признания. Дэвид всё отрицает. Неожиданно входит Хлоя, но Дэвид, кажется, не узнаёт её. Молодая девушка быстро уходит, и Кэтрин понимает, что Хлоя придумывала её встречи с Дэвидом. Кэтрин признаётся в сексуальных контактах с Хлоей. Дэвид обнимает и целует её.
Хлоя идёт домой к Стюартам  и занимается сексом с Майклом, сыном Кэтрин и Дэвида. Придя домой, Кэтрин застаёт их. Хлоя говорит, что Кэтрин не сможет откупиться от неё деньгами и что она влюблена в неё, и угрожает Кэтрин заколкой. Кэтрин спрашивает Хлою, чего она хочет. Хлоя просит последний поцелуй, и Кэтрин соглашается. Майкл видит это. Кэтрин от неожиданности отталкивает от себя Хлою в окно, которое разбивается. Девушке удаётся схватиться за раму, но она разжимает руки и разбивается насмерть. Скорая помощь увозит тело, Кэтрин утешает муж. Позже, на выпускном вечере Майкла, Кэтрин носит в волосах заколку Хлои.

## В ролях
- Джулианна Мур — Кэтрин Стюарт
- Лиам Нисон — Дэвид Стюарт
- Аманда Сейфрид — Хлоя
- Нина Добрев — Анна
- Макс Тириот — Майкл Стюарт

## Факты
Не так давно я сыграла в фильме «Хлоя». Тема секса в этом фильме была не на последнем месте, и я очень переживала из-за этого. Но потом, когда съемки уже начались, ко мне подошел Атом и сказал: «Знаешь, а ведь все люди делают это. А когда они делают это, они, как правило, голые».
- На протяжении фильма героиня Джулианны Мур получает текстовые сообщения от Хлои. Даты, которые появляются на её мобильном телефоне показывают, что время движется в обратном направлении. В начале фильма, дата гласит: «27 марта», а в конце фильма гласит: «25 марта».
- Во время съёмок фильма жена Лиама Нисона Наташа Ричардсон получила серьёзную черепно-мозговую травму, катаясь на горных лыжах[2]. Нисон покинул съёмочную площадку, чтобы ухаживать за женой (которая умерла спустя два дня после происшествия). Авторам картины пришлось вносить изменения в сценарий, исходя из отсутствия исполнителя одной из главных ролей[3]. Однако спустя некоторое время после смерти жены Нисон принял решение вернуться на съёмки. Оставшиеся сцены с его участием были сняты за два дня[4].
- Автор оригинального фильма, «Натали», Анн Фонтен сообщила, что её заинтересовала интерпретация сценария, предложенная Эгояном. Кроме того, она призналась, что не была удовлетворена своим фильмом в полной мере, поскольку Фанни Ардан и Эммануэль Беар, исполнявшие главные роли в «Натали», отвергли намерение режиссёра воплотить на экране развитие эротических отношений между их героинями[5].